# Semaine mondiale de l'espace
La Semaine mondiale de l'espace est une initiative des Nations unies, lancée en 1999 par la « Déclaration de Vienne ». Cette manifestation a lieu chaque année du 4 au 10 octobre, pour marquer la « célébration internationale de la contribution de la science et de la technologie à l'amélioration de la condition humaine ».
Cette manifestation s'appuie sur l'organisation non gouvernementale World Space Week Association.
Le 4 octobre correspond au lancement de Spoutnik 1 en 1957 ; le 10 octobre correspond à la signature du traité de l'espace en 1967.

## Semaine mondiale de l'espace 2021
Dans sa résolution 54/68 résolution 54/68 du 6 décembre 1999, l'Assemblée générale a déclaré que cette semaine célébrée chaque année à l'échelle internationale doit faire contribuer la science et la technologie spatiales à l'amélioration de la condition humaine.
Semaine mondiale de l'espace
Dans sa résolution 54/68 du 6 décembre 1999, l'Assemblée générale a déclaré la « Semaine mondiale de l'espace » la semaine du 4 au 10 octobre, célébrée chaque année à l'échelle internationale doit faire contribuer la science et la technologie spatiale à l'amélioration de la condition humaine.
Cette semaine est le premier événement annuel mondial sur l'utilisation de l'espace et la technologie. Son objectif : former la main-d'œuvre de demain en inspirant les étudiants, montrer un soutien public explicite au programme spatial, éduquer le public sur les activités spatiales et favoriser la coopération internationale en matière d'éducation et de sensibilisation spatiales.
Chaque année, le Conseil d'administration de la World Space Week Association choisit un thème en étroite coordination avec le Bureau des Nations Unies pour les affaires spatiales. Le sujet fournit des orientations générales aux participants de la Semaine mondiale de l'espace sur le contenu de leurs programmes. Le thème est choisi pour accroître l'impact de la Semaine mondiale de l'espace sur l'ensemble de la société et est utilisé à l'échelle mondiale.
Organisation des Nations unies

## Thèmes et participations annuels
| Année | Thème                                                                                          |
| ----- | ---------------------------------------------------------------------------------------------- |
| 2000  | « Le millénaire de l'espace commence » Près de 30 pays participants                            |
| 2001  | « Inspiration depuis l'Espace » 37 pays participants                                           |
| 2002  | « Espace et vie quotidienne » 39 pays participants                                             |
| 2003  | « Espace : l'horizon au-delà de la Terre » 41 pays participants                                |
| 2004  | « Espace et développement durable » 42 pays participants                                       |
| 2005  | « Découverte et imagination » 46 pays participants                                             |
| 2006  | « L'espace pour sauver des vies » 42 pays participants                                         |
| 2007  | « 50 ans dans l'espace » 54 pays participants                                                  |
| 2008  | « Explorer l'univers » 63 pays participants                                                    |
| 2009  | « Espace pour l'éducation » 713 événements dans 55 pays participants                           |
| 2010  | « Les mystères du cosmos sont révélés »                                                        |
| 2011  | « 50 ans de vol spatial habité »                                                               |
| 2012  | « Dédier l'espace à la sécurité de l'espèce humaine » 526 événements dans 65 pays participants |
| 2013  | « L'exploration de Mars, la découverte de la Terre » 1420 événements dans 80 pays participants |
| 2014  | « Space : Guiding Your Way » (Espace : vous guider)                                            |
| 2015  | « Discovery »                                                                                  |
| 2016  | « Télédétection : rendre notre avenir possible »                                               |
| 2017  | « Explorer de nouveaux mondes dans l’espace »                                                  |
| 2018  | « L’espace rassemble le monde »                                                                |
| 2019  | « La Lune : porte d'entrée vers les étoiles »                                                  |
| 2020  | « Les satellites améliorent notre vie »                                                        |
| 2021  | « Les femmes dans l'espace »                                                                   |

### Les satellites rendent la vie meilleure
La Semaine mondiale de l'espace 2020 a été consacrée aux satellites et à leurs vastes avantages sous le thème « Les satellites rendent la vie meilleure ». Il s'agit de montrer l'importance des satellites dans la vie quotidienne et comment nos vies en sont affectées dans des domaines tels que les communications, la surveillance de l'environnement, les transports, les prévisions météorologiques, la télémédecine, la science et bien d'autres aspects.